# Лучше бы я никогда не ездил на канатную дорогу
«Лучше бы я никогда не ездил на канатную дорогу» (англ. I Should Have Never Gone Ziplining) — шестой эпизод шестнадцатого сезона сериала «Южный парк», премьера которого состоялась 19 апреля 2012 года.

## Сюжет
Мальчики не знают, как провести оставшийся день каникул. Они решают поехать на зиплайн (канатную дорогу), но уже по пути осознают, что это смертельно скучное времяпровождение. Позже они пытаются сбежать домой на лошадях, однако там было ещё скучнее. Потом они решают уехать на катере. Там у Картмана начинается понос из-за выпитого Mountain Dew. Кенни умер от скуки. Кайл и Картман стали спорить, кто из них предложил зиплайн. Стэн признаётся, что это он решил затащить друзей на канатную дорогу, чтобы получить бесплатный айпод. Казалось, всё кончено, но к мальчикам пришёл Мистер Хэнки, который возвращает ребят домой.

## Смерть Кенни
Кенни умирает от скуки. Притом умирает «реальный» Кенни, которого сыграл актёр.

## Пародии
- Серия пародирует программу «I Shouldn’t Be Alive» канала Discovery.